# Altair (Fußballspieler)
Altair, mit vollem Namen Altair Gomes de Figueiredo (* 22. Januar 1938 in Niterói; † 9. August 2019), war ein brasilianischer Fußballspieler. Er spielte auf der Position des Verteidigers. 1962 wurde er mit Brasilien Weltmeister.
Ab 1955 spielte er bei Fluminense Rio de Janeiro, für den er seine gesamte Karriere lang aktiv war und 551 Spiele absolvierte und zwei Tore erzielte.
Zwischen 1959 und 1966 absolvierte er 18 Länderspiele für die brasilianische Nationalmannschaft und nahm an zwei Weltmeisterschaften teil.
1971 beendete er im Alter von 33 Jahren seine Karriere. In den 1990er Jahren arbeitete er phasenweise als Interimstrainer bei Fluminense.